# Сэндбординг

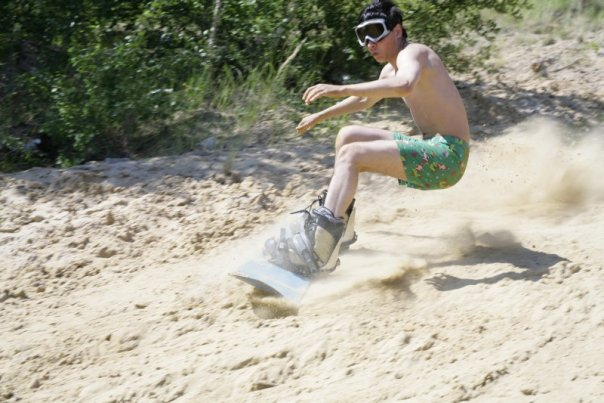

Сэндбординг (от англ. sand — песок и board — доска) — вид спорта, заключающийся в езде на сноуборде по песчаным дюнам, барханам или насыпям в карьерах вместо снежных гор. Распространен в тех странах, где есть пустынные песчаные районы или же прибрежные зоны с песчаными дюнами.
Как и в сноуборде, некоторые спортсмены пристегивают свои ноги к доскам, на которых катаются, с помощью специальных ремешков, тогда как некоторые предпочитают использовать доски без таковых. В отличие от креплений для лыж, практически все сноубордические крепления спроектированы так, чтобы не отсоединяться при падении. Фиксированное положение ступней снижает количество травм.
Сэндбординг распространён в гораздо меньших масштабах, нежели сноубординг, поскольку изготовить и установить горнолыжный подъёмник, который мог бы успешно работать в условиях песчаных дюн, довольно затруднительно. По этим причинам спортсмены либо поднимаются на дюны пешком для последующего катания, либо используют для этого какие-либо транспортные средства — например, багги или вездеходы. С другой стороны, на песчаных дюнах можно кататься в течение всего года, тогда как со снежных склонов — только в течение определённого сезона.

## Оборудование
Для сэнбординга могут использоваться доски для сноубординга, но для данного вида спорта изготавливают особые, куда более прочные доски. Доски для катания с не очень больших и крутых дюн делают обычно из отходов древесины лиственных пород. Профессиональные доски изготавливаются из хорошей древесины, стекловолокна и композитного пластика. Для лучшего скольжения основание доски натирают с помощью воска и парафина. Официальный мировой рекорд скорости, достигнутой на доске для сэнбординга, зафиксированный в Книге рекордов Гиннесса, составляет 82 км/ч, неофициальный — 97 км/ч.

## Во всём мире

### Сэндбординг в Австралии
Сэнбординг очень распространен в Австралии. Самые популярные места:
- Пустыня на острове Кенгуру в Южной Австралии представляет собой систему песчаных дюн, занимающую около двух квадратных километров. Самая высокая дюна находится примерно в 70 метрах над уровнем моря.
- Лаки Бэй (Залив Лаки), примерно в 30 км к югу от Калбарри, в Западной Австралии.
- Песчаные дюны пляжа Стоктон, расположенные к северу от Сиднея. Система дюн пляжа Стоктон имеет ширину до одного километра, длину 32 километра и занимает площадь более 4200 га. Массивные песчаные дюны поднимаются на высоту до 40 метров. Песчаные дюны расположены недалеко от центра залива Нельсон и являются самой большой системой песчаных дюн в Австралии.[5]

### Сэндбординг в Египте
Родиной сэндбординга считается Египет.
К местам для сэндбординга в Египте относятся: Великое песчаное море (около оазиса Сива в западной пустыне Египта), песчаные дюны Каттания (1,5 часа езды от Каира), Эль-Сафра и дюны между городом Дахаб и Монастырем Святой Екатерины на горе Синай.

### Сэндбординг в США
«Sand Master Park», расположенный во Флоренсе, штат Орегон, США, - это парк для сэндбординга с 40 акрами (160 000 кв.м) песчаных дюн. «Dune Riders International» является руководящим органом международного любительского и профессионального соревнования по сэндбордингу во всем мире и проводит международные турниры каждый год в «Sand Master Park».
В Национальном парке и заповеднике «Великие песчаные дюны» недалеко от Аламоса, штат Колорадо, также занимаются сэндбордингом.

### Сэндбординг в Южной Америке
Перу известен своими большими песчаными дюнами в Ике, размер которых достигает 2 км. Дюна «Grande» в Юке - самая большая песчаная дюна в мире.
В Чили сэндбординг практикуется на севере страны, включая дюны Меданос в Копьяпо (где проходит Ралли «Дакар»), пляж Пуэрто-Вьехо в Кальдере, дюны в Икике и недалеко от Винья-дель-Мар.

### Сэндбординг в Центральной Америке
Серро-Негро в Никарагуа - самый молодой вулкан в Центральной Америке. Так как он имеет крутые склоны и вулканический песок, его активно используют для сэндбординга.

### Сэндбординг в Европе
Монте Каолино в Хиршау (Германия), небольшая песчаная гора, оборудованная 120-метровым лифтом до вершины. На этой горе проводятся ежегодные чемпионаты мира по сэндбордингу.
Так же в Европе популярным местом является Амотин (небольшая пустыня в пяти километрах от деревни Каталаккос на острове Лемнос, Греция). 

### Сэндбординг в Великобритании

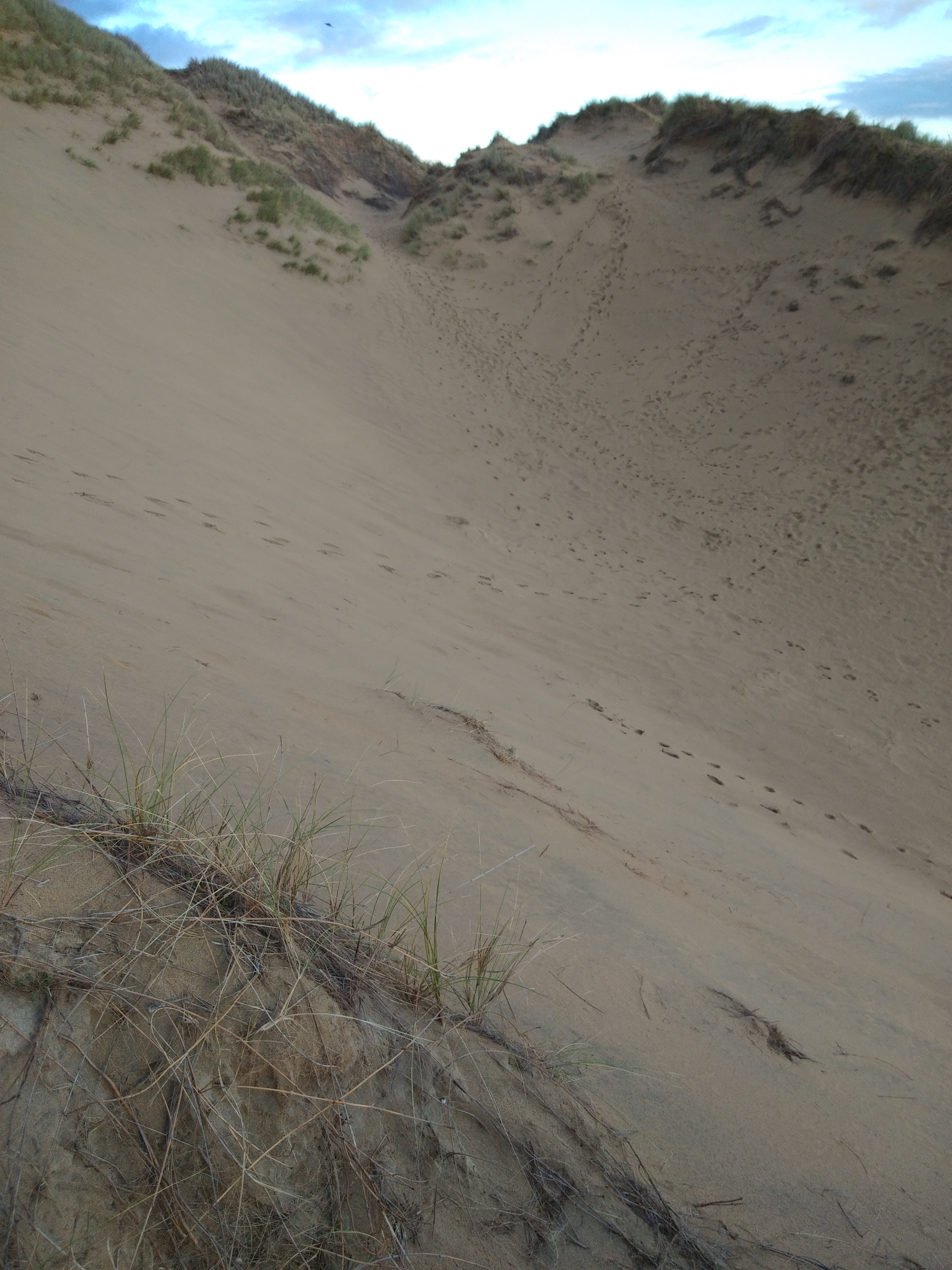
Песчаные дюны в Холивел, Англия

Вторая по величине песчаная дюна в Европе находится недалеко от деревни Мертир Маур в Уэльсе (около города Бридженд). 
Холивел (Корнуолл) также используется для сэндбординга.

## События
- Чемпионат мира по сэндбордингу (SWC) проводился ежегодно в Хиршау (до 2007 года), Германия, в Монте Каолино, где в настоящее время находится крупнейший в Европе песчаный холм. Участники могут подняться на верх дюны, высотой более 300 футов (91 м), и спуститься к основанию холма. В Монте Каолино установлен единственный в мире песчаный подъемник.
- «Sand Master Jam» - ежегодное соревнование по сэндбордингу, которое проходит во Флоренсе, штат Орегон, в «Sand Master Park». Это событие происходит в конце весны или в начале лета. «Sand Master Jam» проводится с 1996 года.
- «Pan-American Sandboarding Challenge» - соревнования, которые проходят в июле в Аквираз, Сеара, Бразилия, на пляже Прайнха. Здесь соревнуются любители и профессионалы по фристайлу и прыжкам.
- «Sand Sports Super Show» - ежегодное соревнование для всех видов спорта, включая сэндбординг. Это трехдневное мероприятие проходит в сентябре в Коста-Меса, штат Калифорния, в торгово-выставочном центре «Orange County Fair».
- «Sand Spirit» - ежегодное соревнование, которое проходит в Монте-Каолино, Германия.

## Внешнии ссылки
- 2009 Sandboarding World Championships, Monte Kaolino, Germany
- Kareem Hossam...the flyer over the sand